# الطب الكوري التقليدي

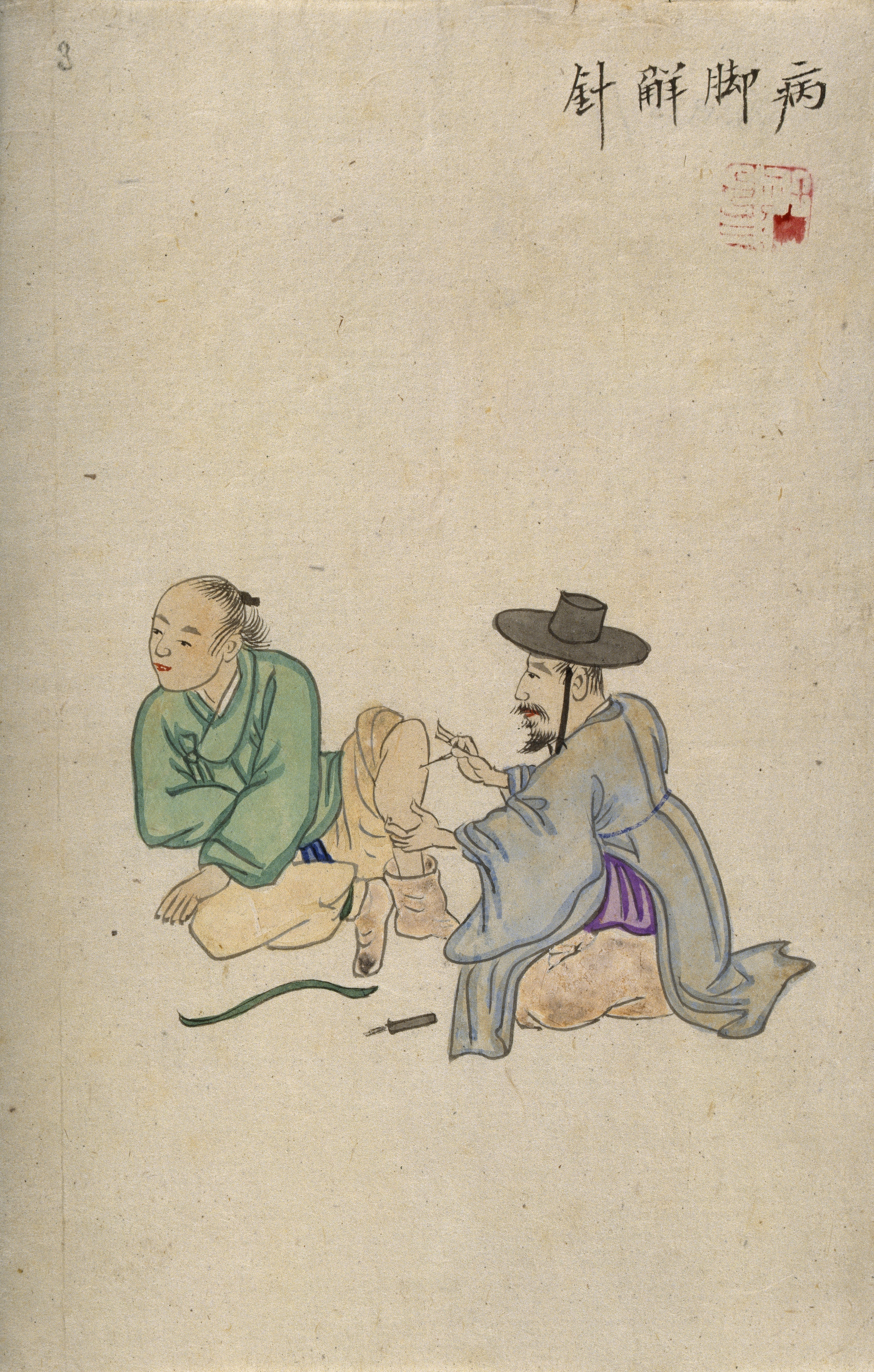
معالج كوري بوخز بالإبر يُدخل إبرة في ساق مريض ذكر. مجموعة ويلكوم

يشير الطب الكوري التقليدي (المعروف في كوريا الشمالية باسم طب كوريو) إلى أشكال الطب التقليدي التي تمارس في كوريا.

## التاريخ
نشأت تقاليد الطب الكوري في العصور القديمة وما قبل التاريخ وتعود إلى 3000 قبل الميلاد عندما عثر على إبر حجرية وعظمية في مقاطعة هامغيونغ الشمالية، في كوريا الشمالية الحالية. نشأ الطب الكوري من الصين.
في غوجوسون، حيث سجلت الأسطورة التأسيسية لكوريا، هناك قصة نمر ودب أرادا أن يتجسدا في شكل بشري وأكل الشيح والثوم. يوصف الشيح والثوم بـ «الطب الصالح للأكل»، مما يدل على أنه حتى في الأوقات التي كان فيها الطب التعويذي هو السائد، كانت الأعشاب الطبية أحد العلاجات في كوريا. استخدمت الأعشاب الطبية في هذا الوقت لتخفيف الألم أو معالجة الإصابة، إلى جانب معرفة الأطعمة المفيدة للصحة.